# Saint-André-du-Bois
 Saint-André-du-Bois  là một xã của tỉnh Gironde, thuộc vùng Nouvelle-Aquitaine, tây nam nước Pháp.